# Croàcia Adriàtica
La Croàcia Adriàtica (Jadranska Hrvatska en croat) és una de les dues regions NUTS-2 de Croàcia. La regió forma la part costanera del país. Les cinc ciutats més poblades de la regió són Split, Rijeka, Zadar, Pula i Šibenik. Representa el 44% del territori del país i el 33% de la població.